# 馬步瀛
馬步瀛（1872年—1939年），字海峰，陝西省大荔縣洪善村人，清末民初政治人物，光绪朝進士出身。

## 生平
光緒三十年（1904年），會試第246名；殿試登進士二甲51名，任法部主事。辛亥革命后，在陕西稽征局任职。民国八年（1919），同榜进士渭南雷祝三担任甘肃财政厅厅长，马步瀛受邀担任征榷科长。民国十年（1921年）返回陕西，历任长武县长、省印花烟酒局秘书。晚年加入陕西省文教会，从事慈善事业。